# Hariette Garellick
Hariette Garellick, född 1 juli 1927 i Göteborg, är en svensk skådespelare.

## Biografi
Garellick debuterade 1946 i Ingmar Bergmans Kris och kom att medverka i totalt sju filmer till och med år 1957. 1947-1948 var hon premiärelev vid Norrköping-Linköping stadsteater och var senare verksam vid olika teatrar. Hon har medverkat i över 60 olika uppsättningar på flera olika teaterscenener, däribland Stockholms Stadsteater och Malmö Stadsteater.
Garellick och flyttade i början på 60-talet till Los Angeles i USA, där hon gifte sig med läkaren Sheldon Deutsch och bildade familj. Hon övergav där skådespelarkarriären och började i stället att måla.

## Filmografi
- 1946 – Kris
- 1948 – Kärlek, solsken och sång
- 1953 – Barabbas
- 1955 – Flottans muntergökar
- 1956 – 7 vackra flickor
- 1957 – Lille Fridolf blir morfar
- 1957 – Med glorian på sned

## Teater

### Roller
| År   | Roll                  | Produktion                                                                    | Regi                 | Teater                           |
| ---- | --------------------- | ----------------------------------------------------------------------------- | -------------------- | -------------------------------- |
| 1947 |                       | Romeo och Julia William Shakespeare                                           | Johan Falck          | Norrköping-Linköping stadsteater |
| 1947 |                       | Kungens paket Staffan Tjerneld och Alf Henrikson                              | Hans Dahlin          | Norrköping-Linköping stadsteater |
| 1947 |                       | Den heliga familjen Rudolf Värnlund                                           | Gunnar Skoglund      | Norrköping-Linköping stadsteater |
| 1947 |                       | Venus S. J. Perelman, Ogden Nash och Kurt Weill                               | Johan Falck          | Norrköping-Linköping stadsteater |
| 1948 | Agda                  | Erik XIV August Strindberg                                                    | Johan Falck          | Norrköping-Linköping stadsteater |
| 1948 | Anadyomene            | Dagar på ett moln Kjeld Abell                                                 | Johan Falck          | Norrköping-Linköping stadsteater |
| 1948 |                       | Av barn och dårar… Kenneth Horne                                              | Johan Falck          | Norrköping-Linköping stadsteater |
| 1948 |                       | Kära Ruth! Norman Krasna                                                      | Johan Falck          | Norrköping-Linköping stadsteater |
| 1948 |                       | Det orimliga Arvid Brenner                                                    | Hans Dahlin          | Norrköping-Linköping stadsteater |
| 1948 |                       | En midsommarnattsdröm William Shakespeare                                     | Stig Roland          | Norrköping-Linköping stadsteater |
| 1948 |                       | Strändernas svall Eyvind Johnson                                              | Johan Falck          | Norrköping-Linköping stadsteater |
| 1949 | Doris Mead            | Det gåtfulla leendet Aldous Huxley                                            | Johan Falck          | Norrköping-Linköping stadsteater |
| 1949 | Amanda                | En komedi om kärlek Jean Anouilh                                              | Johan Falck          | Norrköping-Linköping stadsteater |
| 1949 | Martine Darvet-Stuart | Edwards barn Marc-Gilbert Sauvajon, Frederick J. Jackson och Roland Bottomley | Stig Roland          | Norrköping-Linköping stadsteater |
| 1949 | Cleopatra             | Cæsar och Cleopatra George Bernard Shaw                                       | Johan Falck          | Norrköping-Linköping stadsteater |
| 1949 |                       | Alltsedan paradiset J.B. Priestley                                            | Per Gerhard          | Norrköping-Linköping stadsteater |
| 1950 | En kvinna             | U39 Rudolf Värnlund                                                           | Gunnar Skoglund      | Norrköping-Linköping stadsteater |
| 1950 |                       | En vildfågel Jean Anouilh                                                     | Johan Falck          | Norrköping-Linköping stadsteater |
| 1950 | Marion Cosgrove       | Tjuvarnas paradis Jacques Deval                                               | Johan Falck          | Norrköping-Linköping stadsteater |
| 1953 | Georgia Allerton      | Drömflickan Elmer Rice                                                        | Johan Falck          | Helsingborgs stadsteater         |
| 1953 | Isabelle              | Rendez-vous med lyckan Jean Anouilh                                           | Johan Falck          | Helsingborgs stadsteater         |
| 1953 | Irene Elliot          | Hustruleken Louis Verneuil                                                    | Gösta Cederlund      | Helsingborgs stadsteater         |
| 1954 | Ceres                 | Stormen William Shakespeare                                                   | Johan Falck          | Helsingborgs stadsteater         |
| 1954 |                       | Guds gröna ängar Marc Connelly                                                | Johan Falck          | Helsingborgs stadsteater         |
| 1954 | Gerd                  | Babels torn Lars Helgesson                                                    | Johan Falck          | Helsingborgs stadsteater         |
| 1954 | Janet Blake           | Kärlek eller pengar F. Hugh Herbert                                           | Johan Falck          | Helsingborgs stadsteater         |
| 1954 | Tant Berta            | Oh, mein Papa! Paul Burkhard, Jürg Amstein, Robert Gilbert                    | Åke Engfeldt         | Helsingborgs stadsteater         |
| 1955 | Elma Duckworth        | Älska mig, flicka William Inge                                                | Per-Axel Branner     | Alléteatern                      |
| 1958 |                       | Järnvattnet i Madrid Lope de Vega                                             | Sandro Malmquist     | Riksteatern                      |
| 1958 | Ruth Condomine        | Min fru går igen (Blithe Spirit) Noël Coward                                  | Frank Sundström      | Lilla Teatern                    |
| 1959 | Gittel Mosca          | Två på gungbrädet William Gibson                                              |                      | Riksteatern                      |
| 1960 | Loreleen              | Tuppen Seán O'Casey                                                           | Lars-Levi Laestadius | Stockholms stadsteater           |
| 1961 | Bianca                | Othello William Shakespeare                                                   | Birgit Cullberg      | Stockholms stadsteater           |
| 1961 | Fröken Justini        | Violerna Georges Schehadé                                                     | Sam Besekow          | Stockholms stadsteater           |

## Bilder

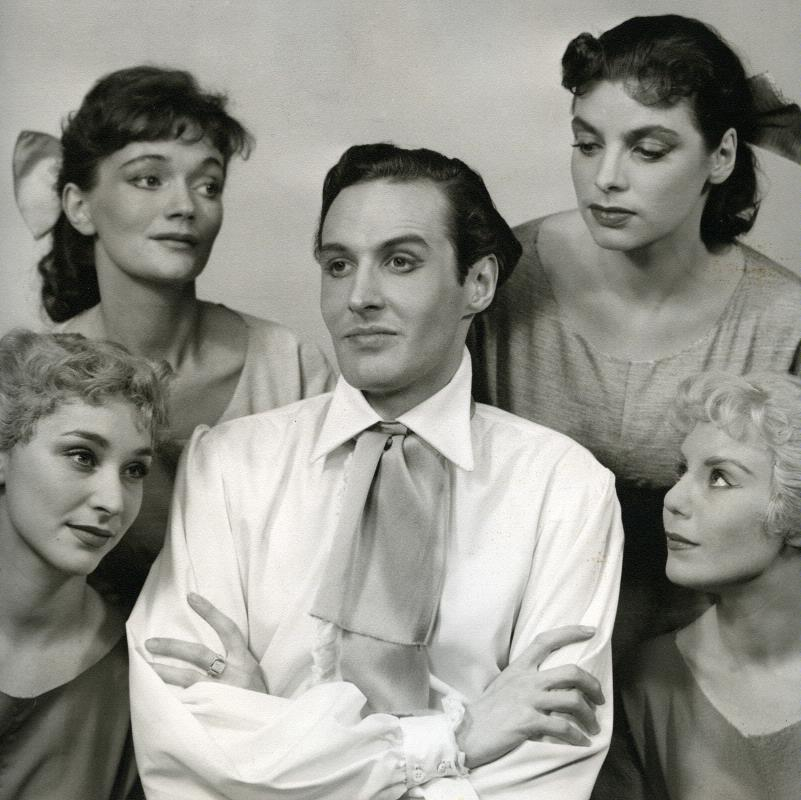
Hariette Garellick (nederst till vänster), Ulla Smidje, Lars Granberg, Sif Sterner och Kerstin Wibom i Babels torn på Helsingborgs stadsteater 1954.

### Fotnoter
1. 1 2 3  ”Hariette Garellick”. Svensk Filmdatabas. http://sfi.se/sv/svensk-filmdatabas/Item/?type=PERSON&itemid=62736&ref=%2ftemplates%2fSwedishFilmSearchResult.aspx%3fid%3d1225%26epslanguage%3dsv%26searchword%3dHariette+Garellick%26type%3dPerson%26match%3dBegin%26page%3d1%26prom%3dFalse. Läst 10 februari 2013.
2. 1 2  ”About”. Hariette Garellick. http://www.garellickstudio.com/about.html. Läst 10 februari 2013.
3. ↑  ”Ensemble; Hariette Garellick”. Malmö stadsteater. Arkiverad från originalet den 18 april 2013. https://archive.is/20130418211619/http://www.malmostadsteater.se/om_malmo_stadsteater/vilka_ar_vi/ensemble/1997/.
4. ↑  ”Jag ångrar ingenting – men jag skulle behöva leva om mitt liv”. swecalmagazine.com. 3 juni 2013. http://www.swecalmagazine.com/jag-angrar-ingenting-men-jag-skulle-behova-leva-om-mitt-liv/. Läst 27 juli 2017.
5. ↑  ”Cowboykärlek på Allé”. Dagens Nyheter:  s. 12. 26 augusti 1955. http://arkivet.dn.se/arkivet/tidning/1955-08-26/230/12. Läst 20 januari 2016.
6. ↑  ”Lope de Vega, Ibsen och  Rattigan spelas under Riksteaterns vårsäsong”. Dagens Nyheter:  s. 12. 4 januari 1958. https://arkivet.dn.se/tidning/1958-01-04/3/12. Läst 26 maj 2018.
7. ↑  ”Min fru går igen”. Musik- och Teaterbiblioteket. https://calmview.musikverk.se/CalmView/Record.aspx?src=CalmView.Performance&id=PERF14295&pos=38. Läst 17 juli 2025.
8. ↑  Sven Barthel (4 september 1958). ”Min fru går igen”. Dagens Nyheter:  s. 12. https://arkivet.dn.se/tidning/1958-09-04/239/12. Läst 25 december 2021.
9. ↑  Ebbe Linde (29 januari 1959). ”'Gungbrädet' I Eskilstuna”. Dagens Nyheter:  s. 16. http://arkivet.dn.se/arkivet/tidning/1959-01-29/27/16. Läst 25 december 2015.